# Чернецко
Чернецко — деревня в Окуловском муниципальном районе Новгородской области, относится к Боровёнковскому сельскому поселению.
Деревня расположена на Валдайской возвышенности, в 30 км к западу от Окуловки (47 км по автомобильной дороге), до административного центра сельского поселения — посёлка Боровёнка 18 км (31 км по автомобильной дороге).
| 2010 |
| ---- |
| 6    |

## История
В Новгородской земле известно из писцовых книг с 1475 года, как сельцо Черньчевичи — центр Черньчевического (Черньцовичского, Чернечевского) погоста в Деревской пятине. Название считается вероятно происходящим от обозначения чернецов (чьрньць — монах).
В Новгородской губернии деревня Чернецка была приписана к Заручевской волости Крестецкого уезда, а с 30 марта 1918 года Маловишерского уезда. После 1927 года деревня входила в Заручевский сельсовет, затем до 2005 года деревня входила в число населённых пунктов подчинённых администрации Боровёнковского сельсовета, после вошла в число населённых пунктов Боровёнковского сельского поселения.

## Транспорт
Ближайшая железнодорожная станция расположена на главном ходу Октябрьской железной дороги — в Боровёнке.